# 伊藤杯シーズンファイナル大倉山ナイタージャンプ大会
伊藤杯シーズンファイナル大倉山ナイタージャンプ大会（いとうはいシーズンファイナルおおくらやまナイタージャンプたいかい）は札幌市大倉山ジャンプ競技場で開催されるスキージャンプの大会である。通称は「伊藤杯ファイナル」または「ファイナル」と呼ばれる。

## 概要
伊藤杯の名称は日本スキー界の重鎮伊藤義郎（伊藤組土建会長、国際スキー連盟副会長兼全日本スキー連盟会長兼北海道スキー連盟会長兼札幌スキー連盟会長）にちなむ。
その名の通り、シーズンの最後を飾る大会で、海外を転戦していた選手や現役引退を決めた選手も出場する「オールスター」的大会である。
1本目の競技ではスタートの選手紹介時に選手それぞれからシーズンを振り返って、あるいはファンに向けてのメッセージが読みあげられる。また競技後引退選手のセレモニーが行われ、2006年からは引退選手のラストコール（サヨナラジャンプ）が行われている。
- 主催 札幌市、札幌スキー連盟、北海道スキー連盟
- 公認 全日本スキー連盟

## 歴代優勝者
| 回数 | 日付              | 会場                          | 氏名                                       | 所属                                       | 得点                                       | 1本目(m)                                   | 2本目(m)                                   |                                            |                                            |
| ---- | ----------------- | ----------------------------- | ------------------------------------------ | ------------------------------------------ | ------------------------------------------ | ------------------------------------------ | ------------------------------------------ | ------------------------------------------ | ------------------------------------------ |
| 1    | 2000年3月25日(土) | 大倉山シャンツェ              | 船木和喜                                   | フィットスキー                             | 283.0                                      | 135.0                                      | 130.0                                      |                                            |                                            |
| 2    | 2001年3月24日(土) | 大倉山シャンツェ              | 船木和喜                                   | フィットスキー                             | 250.3                                      | 118.0                                      | 130.5                                      |                                            |                                            |
| 3    | 2002年3月29日(金) | 大倉山シャンツェ              | 宮平秀治                                   | ミズノ                                     | 248.9                                      | 124.0                                      | 124.0                                      |                                            | [ 1 ]                                      |
| 4    | 2003年3月28日(金) | 大倉山シャンツェ              | 葛西紀明                                   | 土屋ホーム                                 | 279.5                                      | 129.0                                      | 136.0                                      |                                            | [ 2 ]                                      |
| 5    | 2004年3月20日(土) | 大倉山シャンツェ              | 原田雅彦                                   | 雪印乳業                                   | 108.6                                      | 117.0                                      | -----                                      |                                            | [ 3 ]                                      |
| 6    | 2005年3月25日(金) | 大倉山シャンツェ              | 高橋大斗                                   | 土屋ホーム                                 | 276.1                                      | 132.5                                      | 132.0                                      |                                            | [ 4 ]                                      |
| 7    | 2006年3月25日(土) | 大倉山シャンツェ              | 伊東大貴                                   | 土屋ホーム                                 | 225.0                                      | 111.5                                      | 126.0                                      |                                            | [ 5 ]                                      |
| 8    | 2007年3月31日(土) | 大倉山シャンツェ              | 雪不足のため中止                           | 雪不足のため中止                           | 雪不足のため中止                           | 雪不足のため中止                           | 雪不足のため中止                           | 雪不足のため中止                           | 雪不足のため中止                           |
| 9    | 2008年3月22日(土) | 大倉山シャンツェ              | 山田いずみ                                 | 神戸クリニック                             | 157.5                                      | 99.5                                       | 105.5                                      | （女子）                                   | [ 6 ]                                      |
| 9    | 2008年3月22日(土) | 大倉山シャンツェ              | 栃本翔平                                   | 北海道尚志学園高校                         | 235.2                                      | 112.5                                      | 131.5                                      | （男子）                                   | [ 6 ]                                      |
| 10   | 2009年3月21日(土) | 大倉山シャンツェ              | 山田いずみ                                 | 神戸クリニック                             | 203.0                                      | 116.0                                      | 111.5                                      | （女子）                                   | [ 7 ]                                      |
| 10   | 2009年3月21日(土) | 大倉山シャンツェ              | 岡部孝信                                   | 雪印乳業                                   | 264.3                                      | 129.0                                      | 129.5                                      | （男子）                                   | [ 7 ]                                      |
| 11   | 2010年3月20日(土) | 大倉山シャンツェ              | 渡瀬あゆみ                                 | 神戸クリニック                             | 55.6                                       | 92.0                                       | -----                                      | （女子）                                   | [ 8 ]                                      |
| 11   | 2010年3月20日(土) | 大倉山シャンツェ              | 小林潤志郎                                 | 盛岡中央高校                               | 109.2                                      | 119.0                                      | -----                                      | （男子）                                   | [ 8 ]                                      |
| 12   | 2011年3月19日(土) | 大倉山シャンツェ              | 東北地方太平洋沖地震の影響のため中止       | 東北地方太平洋沖地震の影響のため中止       | 東北地方太平洋沖地震の影響のため中止       | 東北地方太平洋沖地震の影響のため中止       | 東北地方太平洋沖地震の影響のため中止       | 東北地方太平洋沖地震の影響のため中止       | 東北地方太平洋沖地震の影響のため中止       |
| 13   | 2012年3月17日(土) | 大倉山シャンツェ              | 伊藤有希                                   | 下川商業高校                               | 138.2                                      | 94.0                                       | 102.5                                      | （女子）                                   | [ 9 ]                                      |
| 13   | 2012年3月17日(土) | 大倉山シャンツェ              | 吉岡和也                                   | 土屋ホーム                                 | 253.6                                      | 124.0                                      | 130.5                                      | （男子）                                   | [ 9 ]                                      |
| 14   | 2013年3月16日(土) | 大倉山シャンツェ              | 葛西賀子                                   | 日本空調サービス                           | 193.4                                      | 114.0                                      | 111.5                                      | （女子）                                   | [ 10 ]                                     |
| 14   | 2013年3月16日(土) | 大倉山シャンツェ              | 岡部孝信                                   | 雪印メグミルク                             | 269.1                                      | 138.0                                      | 124.0                                      | （男子）                                   | [ 10 ]                                     |
| 15   | 2014年3月22日(土) | 大倉山シャンツェ              | 小浅星子                                   | ライズJC                                   | 152.1                                      | 105.0                                      | 99.5                                       | （女子）                                   | [ 11 ]                                     |
| 15   | 2014年3月22日(土) | 大倉山シャンツェ              | 小林潤志郎                                 | 東海大学                                   | 286.1                                      | 133.5                                      | 138.5                                      | （男子）                                   | [ 11 ]                                     |
| 16   | 2015年3月21日(土) | 大倉山シャンツェ              | 伊藤有希                                   | 土屋ホーム                                 | 253.5                                      | 136.0                                      | 121.5                                      | （女子）                                   | [ 12 ]                                     |
| 16   | 2015年3月21日(土) | 大倉山シャンツェ              | 細山周作                                   | 雪印メグミルク                             | 244.8                                      | 125.5                                      | 125.5                                      | （男子）                                   | [ 12 ]                                     |
| 17   | 2016年3月19日(土) | 大倉山シャンツェ (以降K=123m) | 伊藤有希                                   | 土屋ホーム                                 | 293.5                                      | 138.5                                      | 145.0                                      | （女子）                                   | [ 13 ]                                     |
| 17   | 2016年3月19日(土) | 大倉山シャンツェ (以降K=123m) | 中村直幹                                   | 東海大学                                   | 225.2                                      | 119.5                                      | 128.0                                      | （男子）                                   | [ 13 ]                                     |
| 18   | 2017年3月18日(土) | 大倉山シャンツェ              | 伊藤有希                                   | 土屋ホーム                                 | 260.2                                      | 129.0                                      | 136.0                                      | （女子）                                   | [ 14 ]                                     |
| 18   | 2017年3月18日(土) | 大倉山シャンツェ              | 中村直幹                                   | 東海大学                                   | 273.7                                      | 139.5                                      | 130.5                                      | （男子）                                   | [ 15 ]                                     |
| 19   | 2018年3月24日(土) | 大倉山シャンツェ              | 茂野美咲                                   | CHINTAIスキークラブ                        | 189.6                                      | 115.5                                      | 112.5                                      | （女子）                                   | [ 16 ]                                     |
| 19   | 2018年3月24日(土) | 大倉山シャンツェ              | 原田侑武                                   | 雪印メグミルク                             | 261.0                                      | 120.5                                      | 143.0                                      | （男子）                                   | [ 16 ]                                     |
| 20   | 2019年3月23日(土) | 宮の森シャンツェ              | 茂野美咲                                   | CHINTAIスキークラブ                        | 220.5                                      | 90.5                                       | 90.5                                       | （女子）                                   | [ 17 ]                                     |
| 20   | 2019年3月23日(土) | 宮の森シャンツェ              | 原田侑武                                   | 雪印メグミルク                             | 246.0                                      | 91.0                                       | 98.0                                       | （男子）                                   | [ 17 ]                                     |
| 21   | 2020年3月21日(土) | 大倉山シャンツェ              | 新型コロナウイルス感染症拡大防止のため中止 | 新型コロナウイルス感染症拡大防止のため中止 | 新型コロナウイルス感染症拡大防止のため中止 | 新型コロナウイルス感染症拡大防止のため中止 | 新型コロナウイルス感染症拡大防止のため中止 | 新型コロナウイルス感染症拡大防止のため中止 | 新型コロナウイルス感染症拡大防止のため中止 |
| 22   | 2021年3月20日(土) | 大倉山シャンツェ              | 中山和                                     | 下川商業高校                               | 103.5                                      | 119.0                                      | -----                                      | （女子）                                   | [ 18 ]                                     |
| 22   | 2021年3月20日(土) | 大倉山シャンツェ              | 渡部弘晃                                   | 東京美装                                   | 119.7                                      | 124.5                                      | -----                                      | （男子）                                   | [ 18 ]                                     |
| 23   | 2022年3月19日(土) | 大倉山シャンツェ              | 小林諭果                                   | CHINTAIスキークラブ                        | 192.4                                      | 124.0                                      | 116.0                                      | （女子）                                   | [ 19 ]                                     |
| 23   | 2022年3月19日(土) | 大倉山シャンツェ              | 伊東大貴                                   | 雪印メグミルク                             | 249.2                                      | 129.5                                      | 127.0                                      | （男子）                                   | [ 19 ]                                     |
| 24   | 2023年3月18日(土) | 大倉山シャンツェ              | 岩佐明香                                   | 大林組                                     | 228.4                                      | 127.0                                      | 116.5                                      | （女子）                                   | [ 20 ]                                     |
| 24   | 2023年3月18日(土) | 大倉山シャンツェ              | 竹花大松                                   | 土屋ホーム                                 | 252.5                                      | 129.5                                      | 127.5                                      | （男子）                                   | [ 20 ]                                     |
| 25   | 2024年3月16日(土) | 大倉山シャンツェ              | 櫻井梨子                                   | あいおいニッセイ同和損保                   | 207.4                                      | 113.5                                      | 111.5                                      | （女子）                                   | [ 21 ]                                     |
| 25   | 2024年3月16日(土) | 大倉山シャンツェ              | 佐藤幸椰                                   | 雪印メグミルク                             | 257.2                                      | 124.0                                      | 127.5                                      | （男子）                                   | [ 21 ]                                     |
| 26   | 2025年3月15日(土) | 大倉山シャンツェ              | 岩佐明香                                   | 大林組                                     | 238.1                                      | 131.0                                      | 128.0                                      | （女子）                                   | [ 22 ]                                     |
| 26   | 2025年3月15日(土) | 大倉山シャンツェ              | 竹花大松                                   | 土屋ホーム                                 | 237.2                                      | 124.0                                      | 127.5                                      | （男子）                                   | [ 22 ]                                     |

## トピックス
- 第6回大会で金子祐介（東京美装）が145.0mのバッケンレコード（当時）を記録した。第6回優勝の高橋大斗は、当時スキージャンプ専門ではなく、ノルディック複合が専門の選手であった（その後2013年からスキージャンプ専門に転向した）。
- 第7回大会は原田雅彦の引退試合となり、テレビで生中継された。
- 第8回大会が中止になる前日、札幌で大雪が降り積雪量が平年並に戻ったため、選手やファンから「せっかく雪がたくさん降ったのに決定は早すぎる」「今からでも撤回は遅くない」「引退する選手は最後は青野さん（場内実況アナウンサーの青野導）のラストコールで送ってあげたかった」という意見が多数噴出した。このシーズン限りで重松健太郎（東京美装）が現役を退いたが引退セレモニーの機会を失う結果となってしまった。
- 第9回大会から女子の部も設置された。
- 第9回大会をもって金子祐介（東京美装）、岡村創太（雪印乳業）、片山豊（太陽グループ）、西下和記（小樽ジャンプクラブ）、佐貫哲朗（札幌大学）瀬戸孝司（札幌大学）の6名が青野のラストコールに送られてジャンパー生活に別れを告げた。
- 第10回大会をもって石澤岳（雪印乳業）、遠藤悠介（清光社スキークラブ）、佐藤貴憲（明治大学）、西森享平（丸善食品工業）、山田いずみ（神戸クリニック）が青野のラストコールに送られてジャンパー生活に別れを告げた。女子ジャンプのパイオニアである山田は2位に40ポイント以上の大差をつけ圧勝した。
- 第11回大会は融雪が進み、また湿った雪が降る悪コンディションの中で一本のみ実施され、女子は第一人者の渡瀬あゆみが、男子はノルディック複合が専門の小林潤志郎が優勝した。竹田翔太（札幌大学）、沢谷悠造（明治大学）桜井一欽（雪印乳業）がラストコールに送られてジャンパー生活に別れを告げた。
- 2011年の第12回大会は3月11日に発生した東北地方太平洋沖地震の影響を考慮して中止となった[23]。
- 第13回大会をもって越智英（明治大学）、伊藤諒平（日本大学）、伊藤翔平（日本大学）、守田将平（札幌学院大学）、山本健太（ウインタースポーツクラブ余市）、小山内佳彦（東京美装興業）、梅崎慶大（雪印メグミルク）、東輝（日本空調サービス）の8名がラストコールに送られてジャンパー生活に別れを告げた。またこの大会を待たずして一戸剛、嘉部恵梨奈らもこのシーズン限りの引退を決定している。
- 第14回大会では、瀬川友（下川商業高校）、畑中優祐（東海大学）、宮下功己（札幌大学）、遠藤秀治（清光社SC）、遠藤友晃（雪印メグミルク）の5名が引退した。
- 第15回大会では小浅星子（ライズJC）、吉泉賀子（日本空調サービス）、成田岬（下川商業高校）、成田裕介（明治大学）、岡田欣也（日本大学）、遠藤晃太（山形SJC）、佐々木悠兵（日本空調サービス）、湯本史寿（東京美装グループ）、田仲翔大（加森観光＆井原水産）、岡部孝信（雪印メグミルク）の10名が引退した。
- 第16回大会では、細山周作（雪印メグミルク）、高橋大斗、吉岡和也（土屋ホーム）、髙梨寛大（明治大学）、高柳太郎（高翔会）の5名が引退した。また先だって宮様スキー大会を最後に引退を発表した北村咲希（小谷村体育協会）の“ラストコール”も行われた。細山周作は現役最後の試合で優勝し自らの引退に花を添えた。
- 第17回大会では、ランディングバーンに雪が盛られ、K点123m、ヒルサイズ137mで試合が行われた。プロフィール変更により男女とも今回の最長不倒がバッケンレコードとなったが、伊藤有希の2本目で記録した145.0mは従来のプロフィールでの女子のバッケンレコード（141.0m）を上回るものであった。男子は中村直幹の128.0mであった。この大会をもって宮下健人、金城芳樹（日本大学）、髙尾洋平（東京美装）、久保貴寛（米沢スキージャンプクラブ）、渡瀬雄太（雪印メグミルク）の5名が引退した。
- 第18回大会では、讃良貴志（高翔会）、渡辺知也（東海大学）の2名が引退した。
- 第19回大会では、瀬川芙美佳（下川商業高校）、笛木美沙（越後三山八海山SC）、竹田歩佳（デンソー北海道）、澤谷夏花（北海道畠山GYM）、斉藤昴介（東海大学）、奈良拓実（明治大学）、山田将平（北海道メディカルスポーツ専門学校）、古賀極（全日本学生スキー連盟）、斎藤翔太（東京美装）の9名が引退した。
- 第20回大会は、雪不足のため宮の森シャンツェで開催され[24]、竹花健汰（明円グループスキークラブ）、木下雄登、小山内鴻佑（以上東海大学）、清水航太（早稲田大学）、網野基輝（日本大学）、黒川暁稀（札幌大学）の6名が引退した。
- 2020年の第21回大会は、新型コロナウイルス感染症拡大防止のため中止された[25]。
- 第22回大会は、強風のため2本目とサヨナラジャンプが中止となり、松橋亜希（ドリームリンク）、東澤優輝（東海大学）、駒場信哉（東京美装）、柴草陽祐（盛岡工業高校職員）の4名が引退した。
- 第23回大会は、引退を発表しこの大会に臨むためにワールドカップから一時帰国した伊東大貴が優勝し[26]、国内ファンに別れを告げた。競技終了後は引退セレモニーのみが行われ、伊東の他、津志田雛（下川商業高校）、大井栞（早稲田大学、セレモニーのみ参加）、平山友梨香（信託ホーム）、茂野美咲（CHINTAIスキークラブ）、黒川龍（札幌大学）、斉藤祐輝（東海大学）、佐藤友星（日本大学）、傳田英郁（あさい農園、セレモニーのみ参加）、曽根原郷（東京美装）、馬淵点（イトイ産業）の11名が引退した[26]。
- 第24回大会は、女子は岩佐明香の国内大会6連勝、男子は竹花大松のシニア初優勝でシーズンを閉じた。競技終了後のサヨナラジャンプが4年ぶりに実施された。山中規暉（東海大学）、伊藤将充（土屋ホーム）、原田侑武、栃本翔平（以上雪印メグミルク）の4名が引退した。
- 第25回大会では、成田楓（小坂町スキークラブ）、楢木遊太（札幌大学）、大井駿（慶應義塾大学）、馬淵源（富士フイルムBI秋田）、渡部弘晃（東京美装）、清水礼留飛（雪印メグミルク）の6名が引退した。
- 第26回大会では、長谷川芽依（旭川東高校）、渡邉陽（カンテ）、鴨田大綺（ブレイズスキーチーム）、日下瑠基（しもかわドッとカム）、山川太朗 （東京美装）の5名が引退した。